# Brzeźnica (Jastrowie)
Brzeźnica (deutsch Briesenitz) ist ein Dorf in der Landgemeinde (Gmina) Jastrowie (Jastrow) im  Powiat Złotowski (Flatower Kreis) der polnischen Woiwodschaft Großpolen.

## Geographische Lage
Das Kirchdorf liegt im Netzedistrikt im ehemaligen Westpreußen, etwa 25 Kilometer nordöstlich von Deutsch Krone (Wałcz), 26 Kilometer westnordwestlich von Flatow (Złotów) und acht Kilometer westlich von Jastrow (Jastrowie).

## Geschichte

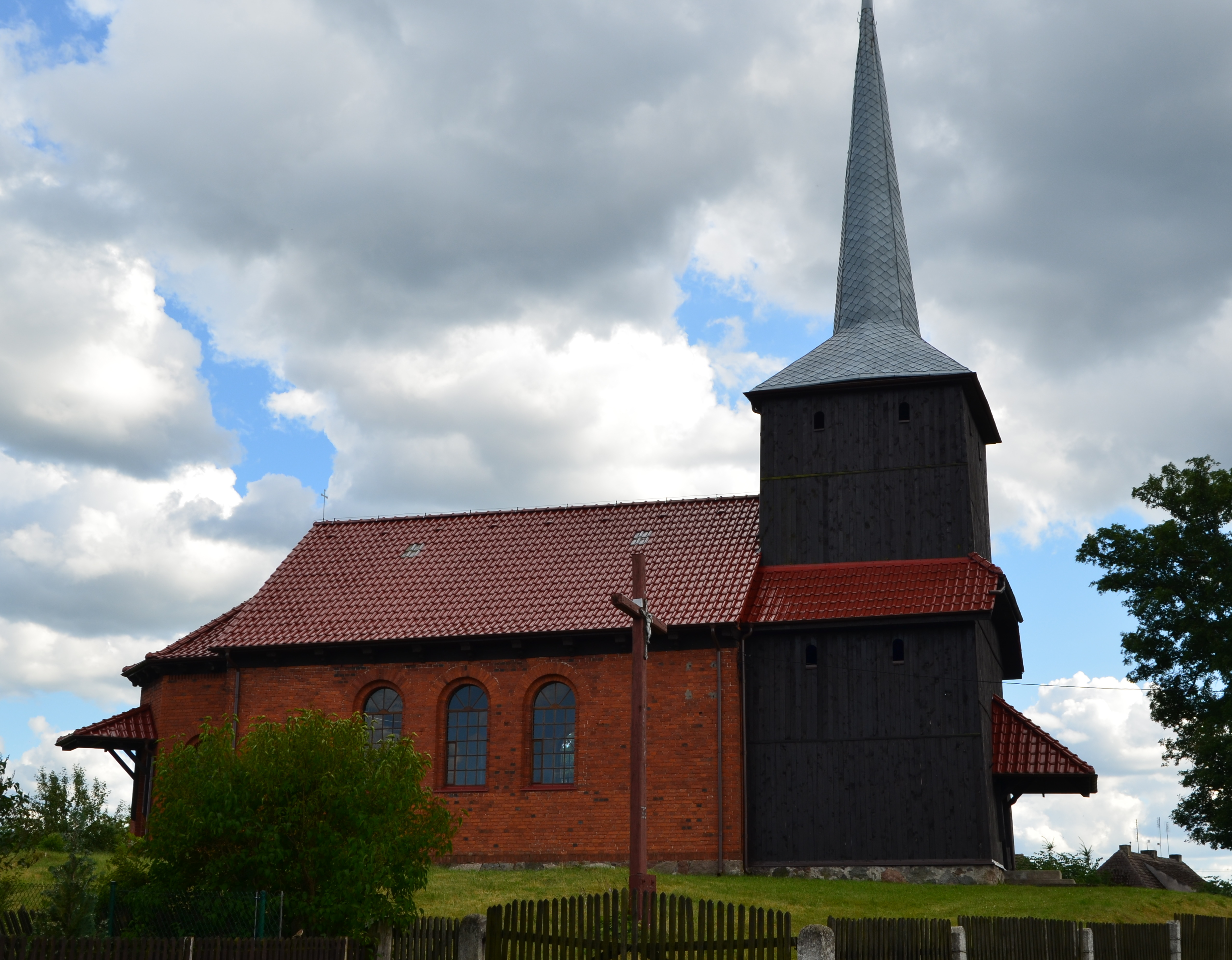
Dorfkirche, bis 1945 Gotteshaus der katholischen Gemeinde Briesenitz (Juli 2014)

Die Grenzregion des Netzedistrikts, in der das Dorf liegt, hatte ursprünglich zum Herzogtum Pommern gehört, war vorübergehend unter polnische Herrschaft gelangt und dann an die Markgrafen von Brandenburg gekommen. Im Rahmen der Ersten Teilung Polen-Litauens kam das Dorf 1772 zusammen mit dem Landkreis Deutsch Krone an Preußen.
Ältere Ortsbezeichnungen sind Brzeznica (1300), Brzesna (1641) und Brzeznowa (Ende 17. Jh.). Das Dorf verfügte über ein Privilegium von 1601 und war offenbar 1600 erneut gegründet worden.
Um 1930 hatte die Gemeinde Briesenitz eine 29,8 km² große Gemarkungsfläche, und auf dem Gemeindegebiet befanden sich drei Wohnplätze, auf denen insgesamt 152 bewohnte Wohnhäuser standen:
- Bahnhof Briesenitz
- Briesenitz
- Forsthaus Buchwalde

Im Jahr 1945 gehörte das Dorf Briesenitz zum Landkreis Deutsch Krone im Regierungsbezirk Grenzmark Posen-Westpreußen der preußischen Provinz Pommern des Deutschen Reichs. Briesenitz war Sitz des Amtsbezirks Briesenitz.
Im Februar 1945 wurde Briesenitz von der Roten Armee besetzt. Nach Beendigung der Kampfhandlungen wurde die Region seitens der sowjetischen Besatzungsmacht zusammen mit ganz Hinterpommern und der südlichen Hälfte Ostpreußens – militärische Sperrgebiete ausgenommen – der Volksrepublik Polen zur Verwaltung überlassen. Es wanderten nun Polen zu. Briesenitz wurde unter der polnischen Ortsbezeichnung „Brzeźnica“ verwaltet. Die einheimische Bevölkerung wurde von der polnischen Administration aus Briesenitz vertrieben.

### Demographie
| Jahr | Einwohner | Anmerkungen |
| ---- | --------- | --- |
| 1783 | –         | königliches Dorf mit einer katholischen Kirche und einer Wassermühle, 54 Feuerstellen (Haushaltungen), im Netzedistrikt, Kreis Krone |
| 1818 | 317       | königliches Dorf, Amt Schrotz |
| 1864 | 899       | davon 798 Evangelische und 96 Katholiken                                                                                             |
| 1910 | 873       | am 1. Dezember, darunter 747 Evangelische und 121 Katholiken; eine Person mit polnischer Muttersprache                               |
| 1925 | 954       | darunter 838 Evangelische, 106 Katholiken und sieben Juden                                                                           |
| 1933 | 1002      | [ 7 ] |
| 1939 | 918       | [ 7 ] |

## Kirche
Die katholische Dorfkirche war anfangs Mutterkirche, aber 1738 schon Filiale von Zippnow. Die zugehörigen Pfarrländereien wurden 1738 an einen Evangelischen, namens Paul Böck (Boyk), verpachtet.
Hier kam 1607 ein evangelischer Prediger Ulricus (Ulrich) vor.
Die Protestanten der bis 1945 anwesenden Dorfbevölkerung gehörten zum evangelischen Kirchspiel Jastrow, besuchten aber auch die evangelische Pfarrkirche im Nachbarort Zamborst.